# San Calogero
Pour les articles homonymes, voir Calogero (homonymie).
San Calogero est une commune de la province de Vibo Valentia dans la région Calabre en Italie.

## Administration
| Période                                  | Période       | Identité         | Étiquette | Qualité |
| ---------------------------------------- | ------------- | ---------------- | --------- | ------- |
| 15 juin 2004                             | 15 avril 2008 | Domenico D'Amico | Centro    |         |
| 15 avril 2008                            | En cours      | Nicola Brosio    | Civica    |         |
| Les données manquantes sont à compléter. |               |                  |           |         |

### Communes limitrophes
Candidoni, Filandari, Limbadi, Rombiolo